# Blauwvleugelbergtangare
De blauwvleugelbergtangare (Anisognathus somptuosus) is een zangvogel uit de familie Thraupidae (tangaren).

## Verspreiding en leefgebied
Deze soort telt 9 ondersoorten:
- A. s. venezuelanus: van Yaracuy tot Miranda (noordelijk Venezuela).
- A. s. virididorsalis: Aragua (noordelijk Venezuela).
- A. s. antioquiae: het noordelijke deel van Centraal-Colombia.
- A. s. victorini: van centraal Colombia tot westelijk Venezuela.
- A. s. cyanopterus: zuidwestelijk Colombia en westelijk Ecuador.
- A. s. baezae: van zuidelijk Colombia tot centraal Ecuador.
- A. s. alamoris: zuidwestelijk Ecuador.
- A. s. somptuosus: zuidoostelijk Ecuador en het oostelijke deel van Centraal-Peru.
- A. s. flavinucha: van zuidoostelijk Peru tot centraal Bolivia.